# عین مران
عین مران (به عربی: عین مران) یک شهرداری در الجزایر است که در استان الشلف واقع شده‌است.

## خصوصیات
عین مران ۳۷٬۱۴۲ نفر جمعیت دارد.